# Usprawiedliwienie
Usprawiedliwienie – uczynienie człowieka grzesznego sprawiedliwym w oczach Bożych, takim, jak gdyby wypełnił obowiązujące go przykazania. Termin "usprawiedliwienie" (gr. δικαιοω, w transkrypcji łacińskiej dikaioō – uczynić sprawiedliwym) występuje w Liście do Rzymian, Galacjan, Liście do Tytusa oraz w Liście Jakuba, zaś sama koncepcja usprawiedliwienia występuje w wielu księgach Starego i Nowego Testamentu.

## Rozwój koncepcji
Nauka o usprawiedliwieniu została najpełniej opisana przez Apostoła Pawła w jego listach, głównie w Liście do Rzymian. Według apostoła usprawiedliwienie wynika z następujących założeń:
- doskonałość zakonu (prawa) Bożego oraz konieczność jego doskonałego przestrzegania by osiągnąć zbawienie dzięki niemu,
- powszechność grzechu – wszyscy rodzą się w grzechu oraz popełniają wiele grzechów uczynkowych, zasługując tym samym na potępienie.
- niemożliwość doskonałego przestrzegania zakonu wskutek powszechności grzechu – stąd konieczność uzyskania darmowej łaski usprawiedliwienia z wiary w Jezusa Chrystusa[1].

W Kościele Zachodnim dyskusje i polemiki na temat usprawiedliwienia rozpoczęły się na początku V wieku za sprawą św. Augustyna i Pelagiusza. Katolicką naukę o usprawiedliwieniu z łaski przez wiarę omówił, wraz z kwestiami kontrowersyjnymi, w poł XIII wieku, św. Tomasz z Akwinu w Sumie Teologicznej. Także według Marcina Lutra, który był zwolennikiem skrajnego augustynizmu, usprawiedliwienie jest łaską niezasłużoną, otrzymywaną przez wiarę, dlatego dobre uczynki chrześcijanina powinny wypływać z wdzięczności Bogu za otrzymaną łaskę, a nie z pragnienia zasłużenia sobie na tę łaskę.
Przeciwko Lutrowi wystąpili polemiści tacy jak: Johann Eck czy Albert Pighiusz, dowodząc na podstawie pism scholastyków, że łaska usprawiedliwienia jest wypracowywana uczynkowo. Ich opinie były uważane za stanowisko Kościoła rzymskiego aż do roku 1541, kiedy to na sejmie w Ratyzbonie teologowie katoliccy przedstawili po raz pierwszy katolicką koncepcję o usprawiedliwieniu przez wiarę.
Sobór trydencki nie sformułował jednoznacznie pełnej nauki o usprawiedliwieniu, dlatego też wewnątrz Kościoła rzymskiego dyskusje na ten temat ciągnęły się przez dość długi okres.
Różnice w rozumieniu usprawiedliwienia widoczne były przede wszystkim w odmiennych interpretacjach dekretu o usprawiedliwieniu przez franciszkanów (np. Vega) i dominikanów (np. Piotr Soto). Dodatkowe doprecyzowanie nauki o usprawiedliwieniu wniosły kolejne ważne dokumenty dogmatyczne Kościoła katolickiego:
- Konstytucja Ex omnibus afflictionibus Piusa V z 1567 r. przeciwko nauce Bajusa, jednego z ojców Soboru Trydenckiego;
- Konstytucja In eminenti Urbana VIII z 1642 r., skierowanej przeciwko nauce Janseniusza wyrażonej w jego dziele Augustinus,
- Konstytucja Unigenitus Klemensa XI z 1713 przeciw Quesnelowi.

Dalsze prace teologów katolickich zaowocowały podpisaniem wraz z przedstawicielami większości Kościołów luterańskich wspólnej deklaracji o usprawiedliwieniu w 1999 w Augsburgu. Deklaracja ta nie jest jednak dokumentem dogmatycznym Kościoła katolickiego, ani nie jest wiążąca dla niektórych nurtów luteranizmu.
W ujęciu reformatorów usprawiedliwienie uzyskuje się przez wiarę. Wiara jest narzędziem do uzyskania usprawiedliwienia, ponieważ dzięki niej zostaje nam przypisana doskonała sprawiedliwość Chrystusa, do której człowiek sam nic nie może dodać. Dobre uczynki odrodzonego duchowo człowieka zostają przyjęte przez Boga jedynie dzięki Jego łaskawości, a nie dzięki ich wartości zasługującej.
W ujęciu Kościoła rzymskiego usprawiedliwienie jest łaską otrzymywaną automatycznie podczas chrztu, która może wzrastać bądź może zostać utracona po popełnieniu grzechu ciężkiego. Odnowienie zyskuje się dzięki przystępowaniu do sakramentu pokuty i Eucharystii.
Różnice w pojmowaniu usprawiedliwienia wynikają przede wszystkim z odmiennego pojmowania zakresu skażenia bądź zranienia woli po upadku Adama, a przez to możliwości woli. Według reformatorów wola człowieka po upadku jest tak głęboko zraniona, że właściwym działaniem Boga jest jej odnowienie przez proces przemiany umysłowej człowieka – pokutę i nowe narodzenie. W ujęciu katolickim 
wola jest jedynie zraniona i po chrzcie odzyskuje zdolność samodzielnego wyboru dobra.
Na podstawie tych dwóch odmiennych założeń zbudowano dwa systemy nauki o usprawiedliwieniu, które są niemożliwe do pogodzenia ze sobą.